# جوديث حافظ
جوديث حافظ (بالإنجليزية: Judith Keep)‏ (و. 1944 – 2004 م)هي محامية، وقاضية من الولايات المتحدة الأمريكية .